# 네덜란드의 미술

렘브란트의 《야경》

네덜란드 미술은 플랑드르에서 연합 공합국이 독립한 이후 네덜란드에서 전개된 시각 예술을 말한다.
80년 동안이나 계속된 독립전쟁 중에 네덜란드의 시민들은 신교를 믿는 공화제 국가를 실현하여 17세기에 이르러서는 레이던, 하를럼, 암스테르담 등의 세계적인 무역도시로서 황금시대를 이룩하게 되었다. 자유와 평화를 희구하는 근면하고 소박한 시민 가운데서, 무역이나 상업으로 부(富)를 얻은 사람들이 교회나 왕후를 대신하여 예술의 보호자가 되어 종교화나 역사화 대신에 초상화·풍경화·풍속화를 화가에게 주문하게 되었다. 이 시대의 대표적 화가인 렘브란트가 그린 종교화도 제단에 장식되는 것이 아니라 시민의 주택을 장식하는 감상화로서 만들어졌던 것이다. 페르메이르나 테어보르흐가 그린 시민의 실내 풍경, 얀스 텐이나 오스타데 등의 야외 정경, 할스가 그린 초상화 등은 이 시대 네덜란드인의 기념비적 표현이 되었다. 또한 풍경이나 동물도 즐겨 테마가 되어서, 풍경화가  라위스달, 그 제자로서 전원풍경을 그린 홉베마, 강이나 바다의 표현에 뛰어난 호이옌, 동물화의 퀴프, 소를 즐겨 그린 포터 등도 유명하다. 정물화에서는 사실주의가 철저하게 추구되었다.
네덜란드에서는 19세기 후반이 되어 이스라엘스(Jozef Israels, 1824∼1911)가 활동하였다. 이스라엘스는 유대 출신으로 파리에서 배웠다. 처음은 역사화에 몰두했으나, 네덜란드에 돌아가서는 신변에서 어부를 보고, 가난한 생활 속에 인생의 진실한 드라마가 있음에 흥미를 가져, 그 후의 작품은 색조를 가라앉혀서 즐겨 이야기조의 성격을 취했는데, 견실한 묘사로서, 극적으로 어민과 그 밖의 생활을 그리고 있다. 그러나 그 반대로, 인상파를 앞질렀다고 하는 화가는 풍경화를 그린 용킨트이다. 용킨트(Johan Jonkind, 1819∼1891)는 헤이그에서 배우고 다시 파리로 나갔는데, 그 후로 때때로 고국에 돌아가는 외에는 프랑스에서 생애를 보냈다. 보헤미안인 그의 생활은 술에 탐닉했기 때문에 유화에는 결실을 본 것도 있고 그렇지 못한 것도 있었으나 수채화와 데생은 평가된다. 용킨트는 이론적으로 생각하는 것이 아니라 선천적인 감각에서 물빛이나 대기의 아름다움 등, 순간에도 변화하는 자연의 표정을 재빨리 느껴 유동적인 표현을 나타냈다. 감각적인 제작에서 네덜란드 근대 회화의 선구자이면서 본국에서는 생전에 인식되지 않았다. 그는 인상파에 앞선 대기(大氣)의 아름다움을 그려내어 인상파에 영향을 주었다.

## 건축
17세기 네덜란드의 건축에는, 일반적으로 전통적인 벽돌과 석재를 사용한 간소하고 견실하면서도 회화적 효과가 잘 살려진 작품이 많다. 대표적인 건축가로서는 먼저 리벤 드 카이와 헨드릭 드 카이저를 들 수 있다. 카이는 하를렘의 식육점 조합을 위해서 전통적인 높은 급경사의 지붕을 가진 직사각형의 건물을 구상했는데, 그 벽면에 벽돌과 석재를 훌륭하게 이용하여 바로크적인 회화적 효과를 주고 있다. 한편 카이저는 암스테르담에 종교개혁 이후 최초의 교회당인 서교회당과 남교회당을 바실리카 형식으로 건립했다. 특히 서교회당의 내부공간은 후의 건축에 결정적인 영향을 주게 되는, 본당을 제거하고 설교단을 설치한 삼랑식(三廊式) 직사각형 설계의 형식으로서, 모든 것을 중심인 설교단에 따라 질서 짓기 위하여 측랑(側廊)은 두개의 원통궁륭으로 신랑(身廊)과 연결되어, 그 부분은 박공벽으로서 밖에서 뚜렷이 알 수 있도록 강조되어 있다. 또한 이 두 사람은 구성적 의미를 강조하기 위해서 주름 모양을 사용, 수평선을 강조시키고, 하중과 지중의 힘이 마주 버티는 느낌을 표현했다.
카이저보다 거의 1세대 후의 캄펜은 팔라디오풍(風)의 고전주의를 네덜란드에 도입했는데, 제자 포스트와 함께 지은 헤이그에 있는 마우리트호이스(현재는 미술관으로 이용)는 벽면이 이오니아식 주두(柱頭)를 가진 편개주(片蓋柱)에 의해서 다섯으로 구분되었고, 돌출된 중앙부의 세 개의 벽면을 사암, 그 외측의 양변을 벽돌로 만들어 침착한 가운데 변화를 가지게 했고, 한편 중앙부의 위에 고전주의적인 커다란 페디먼트를 올려 놓았다. 또한 그는 암스테르담에 시청을 세웠는데, 그 당당한 정면은 중앙부가 돌출하여, 거기 따라서 좌우 양단부도 약간 돌출되어 있는데, 그러한 요철이 심한 면을 코니스 상층과 하층으로 나누어서 각층을 편개주의 열이 둘러싸고 있다. 중앙부는 거대한 박공벽과 시계탑을 가졌고, 다시 각 부분에는 안트워프의 건축가 코르넬리스 플로리스에 의해서 만들어졌다고 하는 플로리스(Floris) 양식의 장식이 사용되고 있다. 내부에는 두 개의 안뜰과 원통궁륭에 덮인, 시민을 위한 거대한 홀이 있는데 당시의 시민의 자부와 위력을 나타낸 건축이다. 캄펜 이후 피터 포스트가 나타나 마우리트호이스를 완성시키고, 헤이그 근처에 아담한 벽돌 건축인 호이스텐 보스를 건립했다. 그 밖에 필립 빙그본즈가 암스테르담에 트리펜호이스를 세웠다. 네덜란드의 건축은 프랑스, 독일 영국에까지 영향을 미쳤는데, 18세기가 되자 차차 네덜란드 독자적인 양풍이 흐려져 갔다.

## 공예
17∼18세기의 네덜란드의 공예는 지방적인 특색을 살린 자기 제조가 발달했다. 이미 16세기경 마졸리카 도기의 제법이 전해지고 있었는데, 17세기가 되자 네덜란드의 회화나 동판화에서 볼 수 있는 풍경이나 풍속의 모티프와 함께, 중국의 만력(萬歷) 등의 영향을 받아 조화(鳥花)의 모티프를 나타낸 소위 델프트(Delft)의 발달을 보았다. 석유(錫釉)의 하얀 바탕에 청으로 덧그림을 그린 델프트 도기는 식기·접시·항아리·완구 등으로 델프트뿐만 아니라 널리 유럽 북부 일대에 보급되었다. 18세기 중엽부터는 독일의 마이센이라든가 작센에서 경질의 자기(磁器)가 제조되기 시작하여, 델프트 도기는 한때 돌아보지 않게 되었었으나 1680년대가 되자 다시 왕성해졌다.

## 참고 문헌
- 이 문서에는 다음커뮤니케이션(현 카카오)에서 GFDL 또는 CC-SA 라이선스로 배포한 글로벌 세계대백과사전의 내용을 기초로 작성된 글이 포함되어 있습니다.